# Kolbeinn Arnórsson
Kolbeinn ungi Arnórsson (1208-22 juillet 1245) est un chef islandais du clan des Ásbirningar qui a joué un rôle actif pendant l'âge des Sturlungar en Islande. Son fief est situé à Víðimýri, dans le Skagafjörður.

## Biographie
Kolbeinn Arnórsson est à la tête de son clan lors de la victoire qu'il remporte sur le clan des Sturlungar à la bataille d'Örlygsstaðir le 21 août 1238.
Il meurt de maladie le 22 juillet 1245 après avoir organisé sa succession en faveur de son cousin Brandur Kolbeinsson, fils de Kolbeinn Kaldaljós, et obtenu le soutien de Gissur Þorvaldsson à son successeur.